# Antigoneia (Épeirosz)
Antigoneia (Αντιγόνεια, albánul Antigonea) ókori görög romváros Albánia délnyugati részén, Gjirokastra kerületben, a Saraqinishta falutól 3 kilométerre délre emelkedő Jerma-hegyen. Az ókori Épeirosz egyik jelentékeny települése volt.
A várost i. e. 295-ben I. Pürrhosz, a molossz törzsbeli épeiroszi király alapította egy korábbi illír erődítés helyén. A várost feleségéről, I. Bereniké egyiptomi királynő leányáról, Épeiroszi Antigonéről nevezte el. Csakhamar gazdag várossá vált, köszönhetően a Drino folyó közeli völgyszorosán (Antigoneiai-szoros) átmenő kereskedelmi útnak. A város története végül mégsem ívelt át évszázadokon. Miután a rómaiak i. e. 168-ban a harmadik makedón háborúban végső vereséget mértek Perszeusz makedón király seregére, a korábbi évtizedekben a makedónok mellé állt épeiroszi görög városok ellen bosszúhadjáratot indítottak. Ennek esett áldozatául Antigoneia is, amelyet a római hadvezér, Lucius Aemilius Paullus Macedonicus parancsára még abban az évben porig égettek, s a város nem is épült fel többé. Plutarkhosz történetíró későbbi krónikájában mint szerelemben született és gyűlöletben elpusztult városról emlékezett meg Antigoneiáról.
Az 1960-as években meginduló régészeti ásátasok során többek között ókori lakóházakat és egy piacteret tártak fel, de felszínre kerültek két, feltehetően 6. századi kora keresztény templom romjai is. A feltárások látogatható területét ma az Antigoneiai Régészeti Park (Parku Arkeologjik i Antigonës) gondozza.